# Варахша
Варахша — древнее городище в Жондорском районе Бухарской области, в 30 километров к западу от Бухары (Узбекистан).

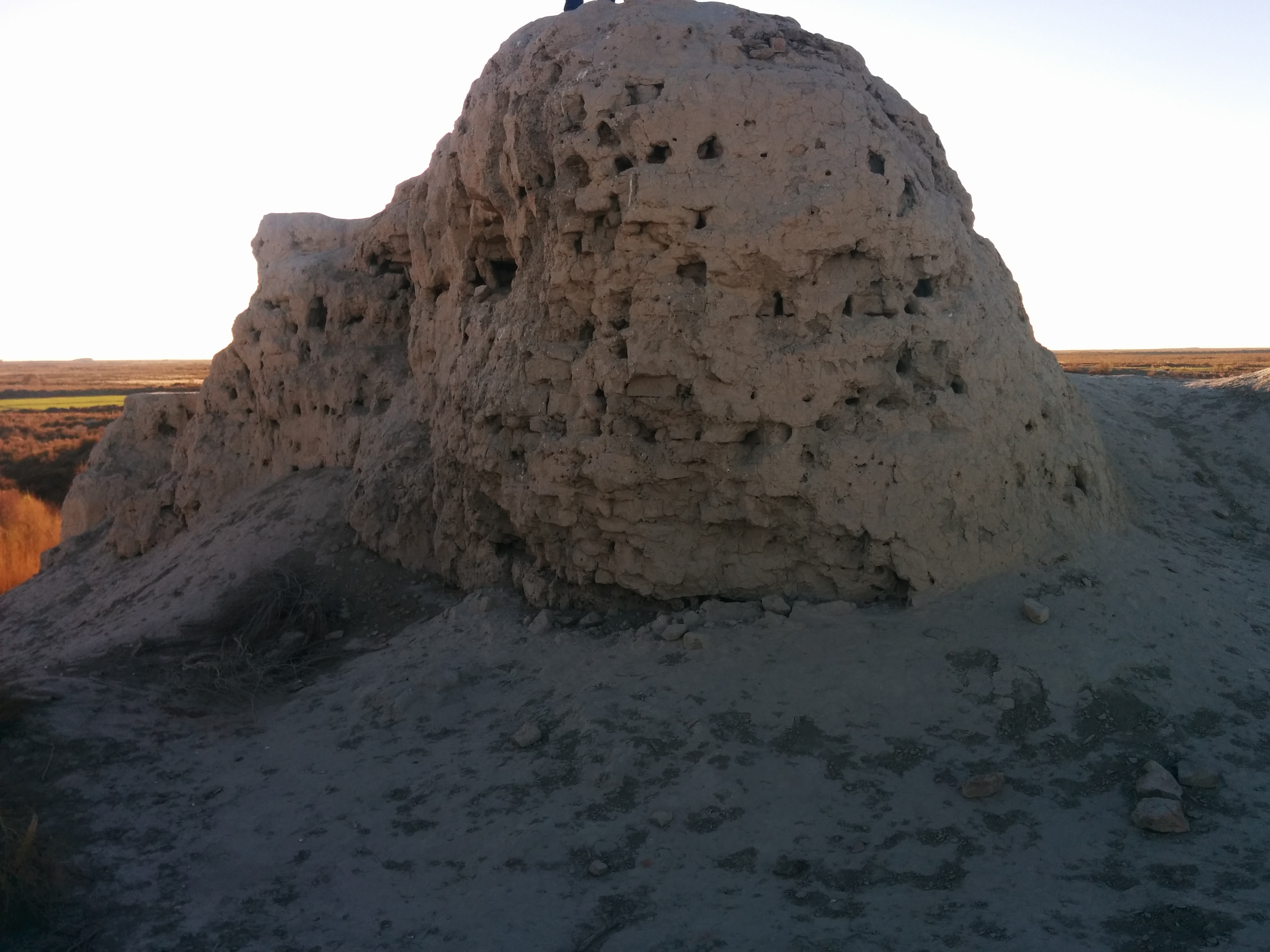

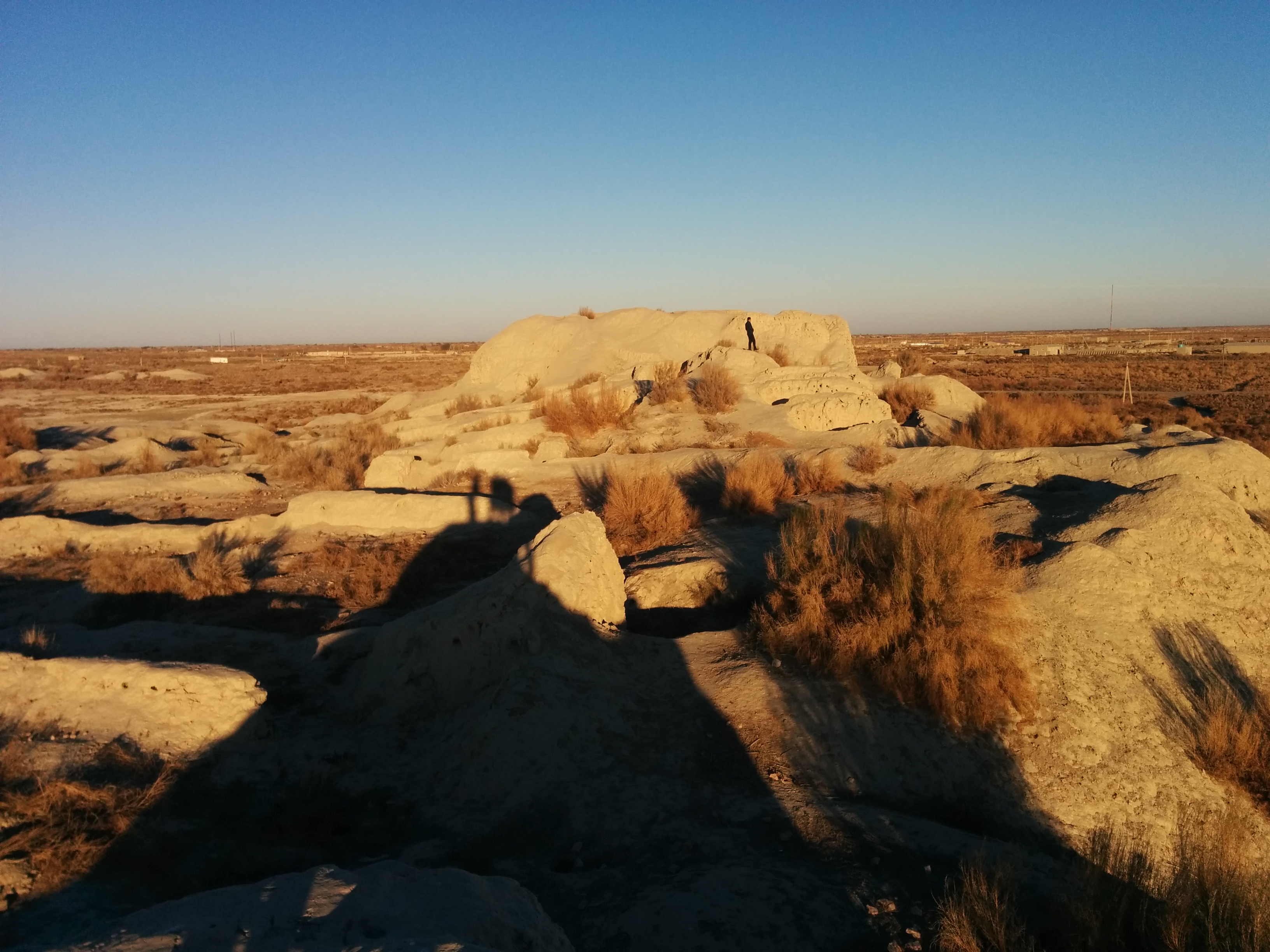

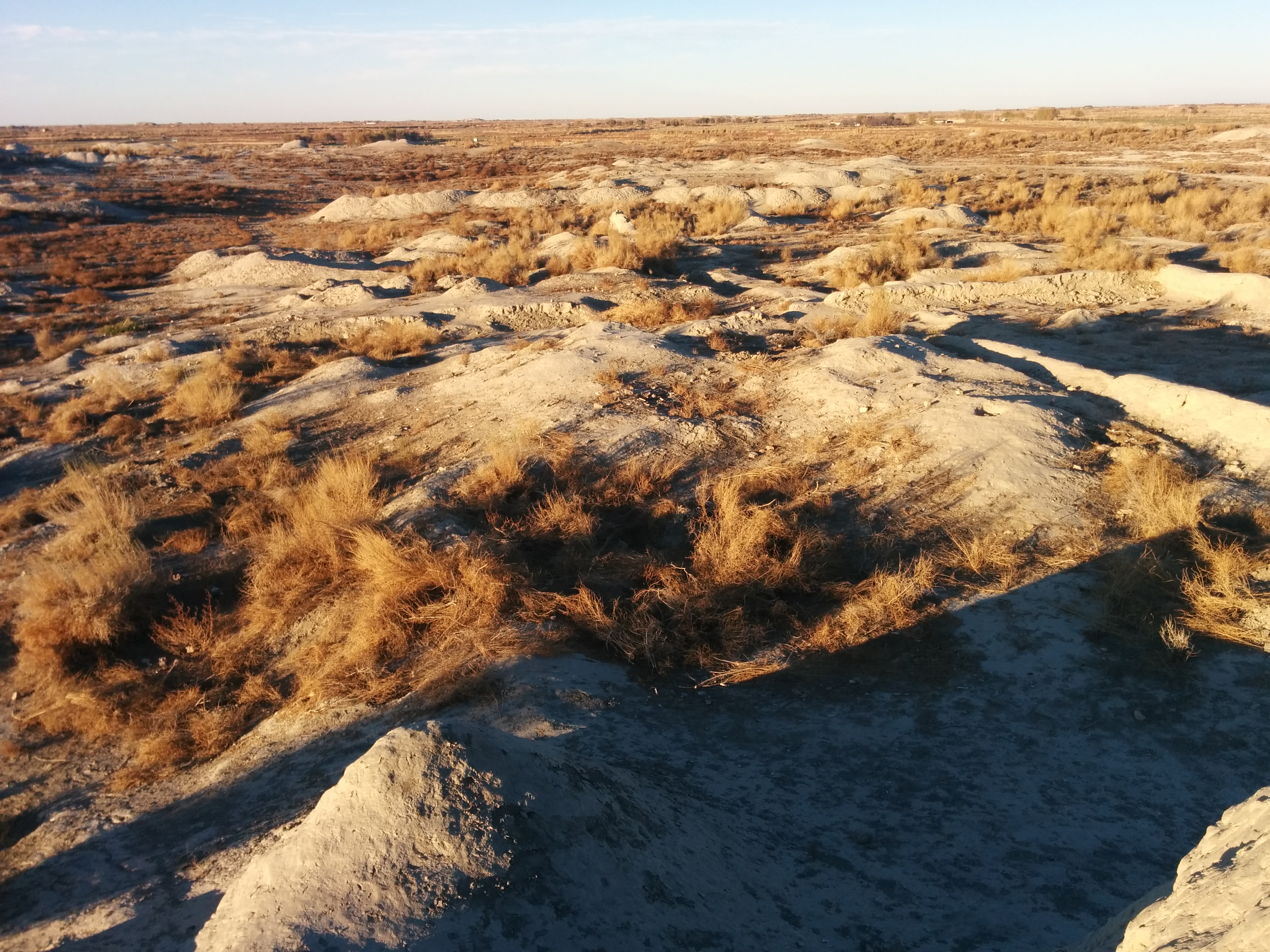

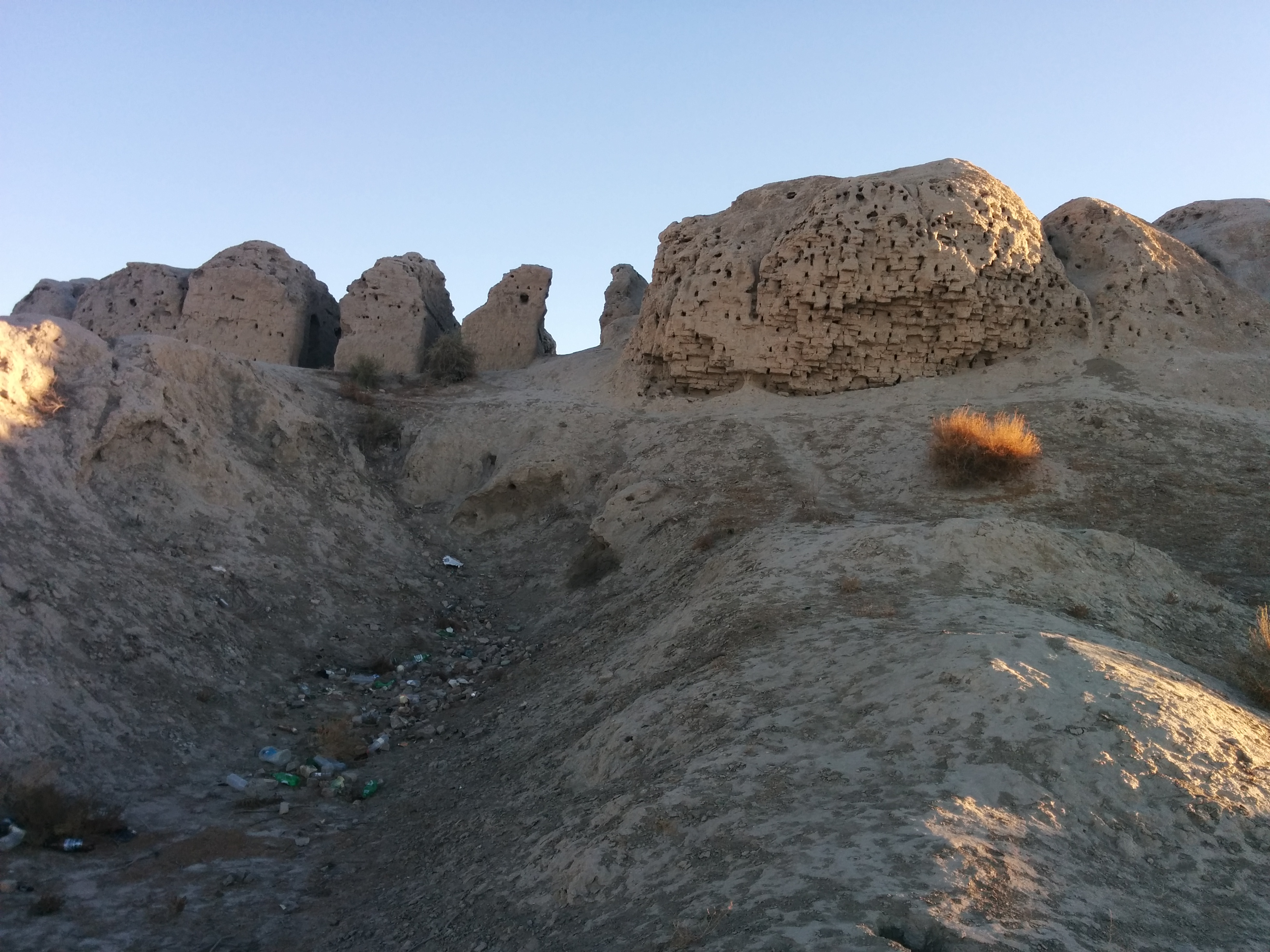

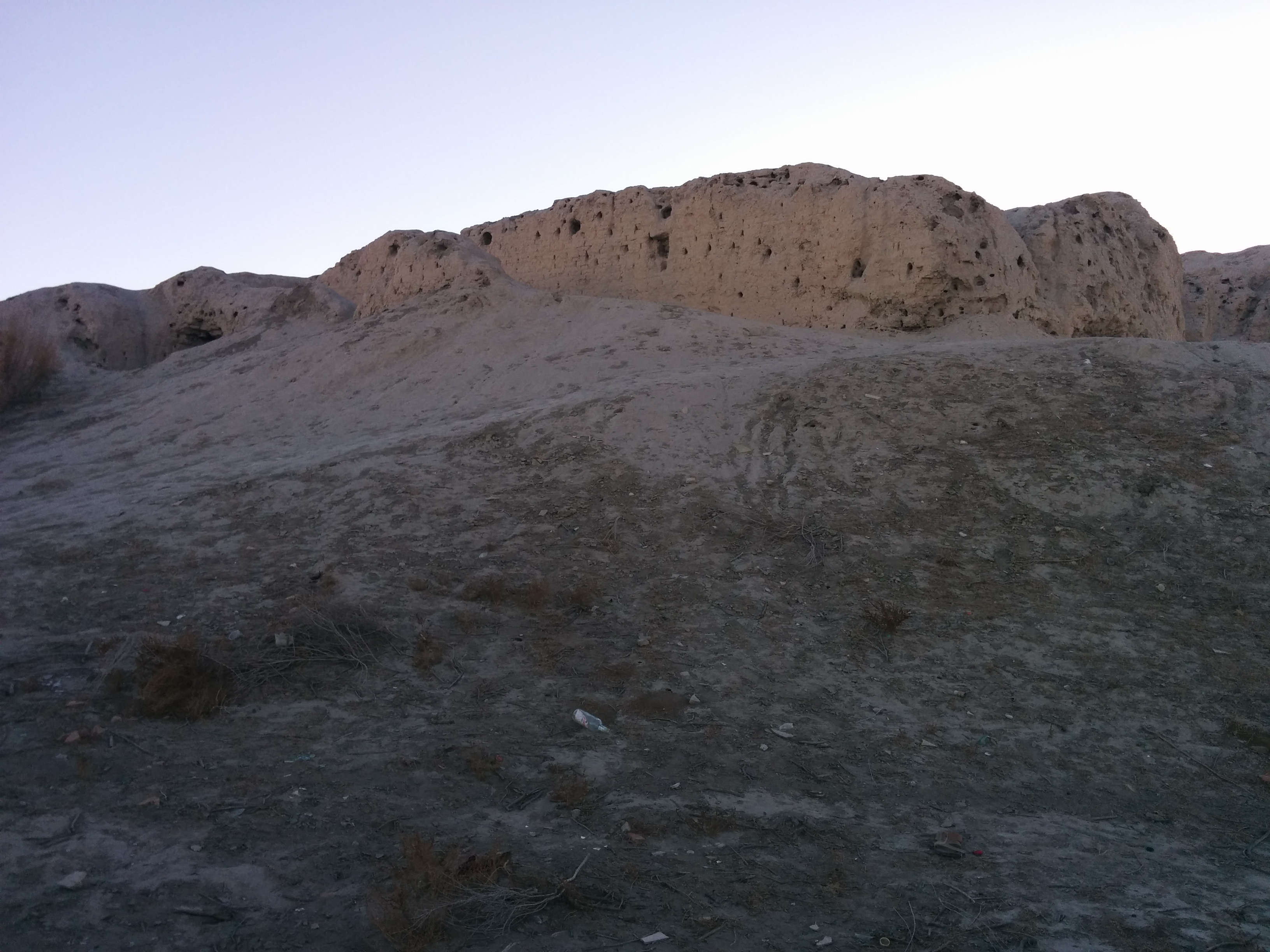

Это часть древнего поселения, на территории которого находилась резиденция бухархудатов, правивших в Бухарском оазисе до арабского завоевания. В XI веке жизнь на Варахше замирает. Причинами упадка Варахши был недостаток воды в ирригационных системах оазиса. Площадь городища составляет 100 гектаров.
Варахша была важной военной заставой на западной границе оазиса, а также была значительным политическим и культурным центром Бухарского оазиса. Варахша была и торговым центром, находившимся на пути между Бухарой и Хорезмом.
Историк X века Наршахи сообщает следующие сведения о Варахше:

Это одно из больших селений. Оно прежде по величине не уступало городу Бухаре и по времени основания древнее Бухары. В некоторых книгах вместо Варахши это селение называется Раджфандун. Там была резиденция царей; там находится также сильная крепость, потому что цари несколько раз укрепляли это место. Прежние стены селения по размерам равнялись стенам Бухары. В Раджфаидуне, или Варахше, есть 12 арыков (оросительных каналов); селение находится внутри бухарской стены. Там же находился красивый дворец, красота которого вошла в поговорку; он был выстроен Бухар-Худатом более тысячи лет тому назад. Давно уже дворец этот пришел в упадок и разрушение, когда Хунук-Худат возобновил его. После возобновления дворец снова успел разрушиться, но Бухар-Худат Буниат, сын Тахшады, в эпоху ислама отстроил дворец заново и жил там, пока не был убит в этом дворце. Амир Исмаил Самани, — да будет милостив к нему Бог, — призвал к ceбе жителей этого селения и сказал им, что он согласен дать 20 тысяч диргемов и необходимый для постройки лес и материал (к тому же часть здания ещё была цела) с тем, чтобы они переделали этот дворец в соборную мечеть; но жители не согласились на это предложение, сославшись на то, что селение их не нуждается в соборной мечети и не настолько значительно, чтобы здесь строить соборную мечеть. В этом селении через каждые 15 дней бывает базар, а в конце года бывает ярмарка, продолжающаяся 20 дней. На 21-й день празднуют новый год, и этот день называется новым годом земледельцев, потому что земледельцы Бухары с этого дня начинают счёт (для определения времени производства известных сельскохозяйственных работ) и полагаются на это определение времени. Новый год для магов наступает только через пять дней.
Варахша сыграла важную роль в антиарабской войне местного населения, под её стенами происходили важные сражения.
Раскопки Варахши были начаты в 1930-е годы археологом Василием Афанасьевичем Шишкиным.

## Дворец Варахши

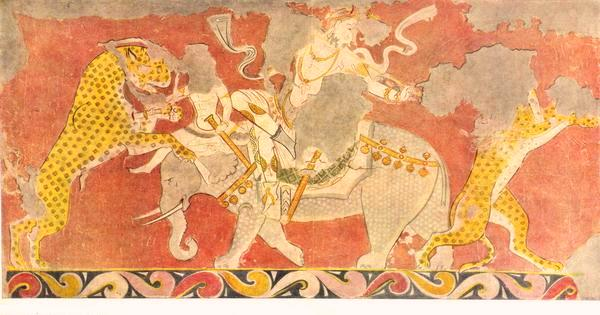
Фрагмент живописи Красного зала Варахши

Варахшинский дворец расположен непосредственно у южной крепостной стены городища к западу от цитадели. Здание дворца возникло, как показали раскопки, в V веке н. э. и просуществовало вплоть до конца VIII или начала IX века. В структуре дворцового здания главным были три расположенных в ряд крупных парадных зала — Восточный, Красный и Западный. Стены парадных залов были богато украшены живописными сценами различного содержания: например, изображен царский приём, возглавляемый самим царём, восседающим на троне. В Красном зале стены были расписаны сценами охоты на хищных и фантастических зверей. Наличие стенных росписей установлено и в Западном зале.